# Johann L’Hoste
Johann L’Hoste (* 14. März 1890 in Niederlinxweiler; † 1. Januar 1956 in Oberlinxweiler) war ein saarländischer Politiker (KPD).

## Leben
Nach seiner Hochzeit mit Maria Schubmehl (* 12. März 1891 in Oberlinxweiler; † 17. März 1963 in Ottweiler) zog er nach Oberlinxweiler und baute um 1925 ein Haus im neuen Wohngebiet Vor dem Hübel. Er war bei der Eisenbahn beschäftigt, zuletzt als Eisenbahnobersekretär, engagierte sich in der Revolutionären Gewerkschafts-Opposition und war Funktionär der saarländischen KPD. 1932 wurde er in den letzten Landesrat des Saargebietes gewählt. Zuvor war er schon Mitglied des Oberlinxweiler Gemeinderates und des Kreistages.
Im Vorfeld der Saarabstimmung 1935 gehörte er der Einheitsfront an, die sich gegen den Anschluss des Saargebietes an das Dritte Reich einsetzte. Nach der Abstimmung musste er sein Haus verkaufen und mit seiner Familie (den Kindern Johann, Karl, Kurt, Eduard, Roland und Anna Elisbeth) wie viele saarländische Gegner des Nationalsozialismus nach Frankreich emigrieren, wo er seinen Lebensunterhalt in einer Gießerei verdiente. Im Oktober 1940 wurde er verhaftet und mit seiner Familie nach Deutschland ausgewiesen. Sein Sohn Roland wurde im Gefängnis der Stadt Mettlach von der Gestapo ermordet. Das Oberlandesgericht Hamm verurteilte Johann L'Hoste am 11. November 1941 zu einer dreieinhalbjährigen Zuchthausstrafe, die er in Siegburg verbüßte. Danach wurde er im KZ Flossenbürg interniert und sollte in das KZ Dachau verlegt werden, jedoch konnte er während des Transports fliehen. Sein Sohn Kurt überlebte den Aufenthalt in Dachau und wurde von den amerikanischen Truppen befreit.
Nach dem Krieg war er von 1946 bis 1949 Bürgermeister von Oberlinxweiler. Wegen seiner Mitgliedschaft im Mouvement pour le Rattachement de la Sarre à la France (MRS) wurde er aus der KPD ausgeschlossen.
Sein Sohn Hubert L’Hoste (1923–1959) wurde im Jahr 1935 von der Schriftstellerin Maria Osten als Pflegekind aufgenommen und von ihr nach Moskau gebracht, wo er Michail Kolzow kennenlernte. In Ostens Buch Gubert v strane čudes (1935, Hubert im Wunderland) schilderte die Autorin seine Kindheit.

## Ehrungen
- Die Johann-L'Hoste-Straße im St. Wendeler Stadtteil Oberlinxweiler wurde nach dem Widerstandskämpfer benannt.